# Auxy, Loiret

Auxy este o comună în departamentul Loiret din centrul Franței. În 1 ianuarie 2022 avea o populație de 954 de locuitori.